# 鈴木九郎
鈴木 九郎（すずき くろう、建徳2年（1371年）頃 - 永享12年（1440年））は、室町時代の商人・僧侶。紀伊国の生まれ。現在の東京都中野区から新宿区西部（中野坂上から西新宿付近）の開拓や商売で成功し、中野長者（なかのちょうじゃ）と呼ばれた人物として知られる。

## 略歴

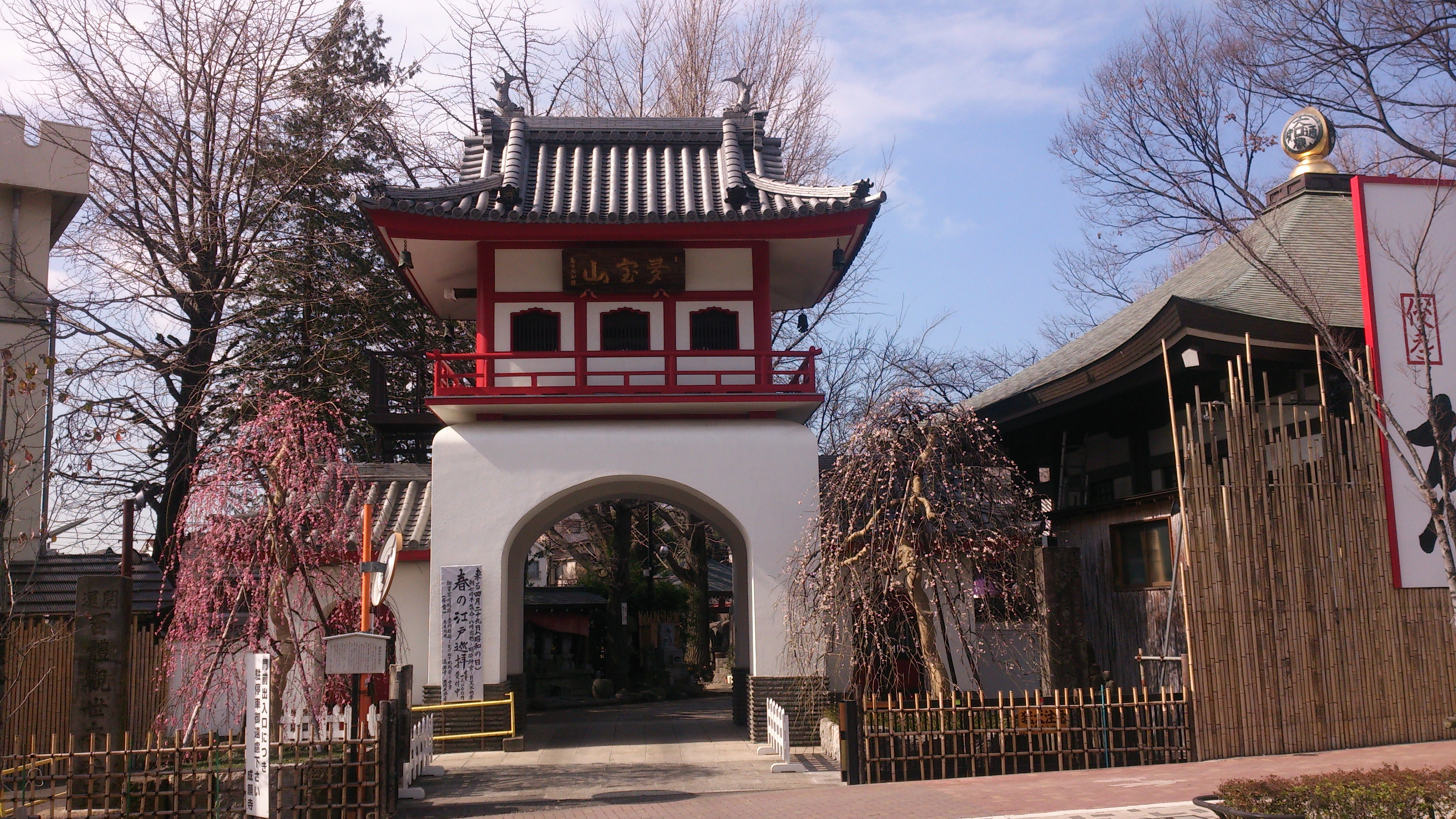
現在の成願寺

実家は紀州藤白（藤白鈴木氏）の神官を務め、鈴木姓のルーツにもなっている。
室町時代初期の応永年間に妻とともに武蔵国多摩郡中野郷（現在の東京都中野区）に住み着いた。当時は一面の草原で、牛馬の売買を行う馬喰（ばくろう）や未開地の開拓をしていたが生活は苦しかった。
伝説によると、ある日、やせ馬を市に出す際に浅草観音に立ち寄って馬が高く売れるように祈願し、もし代金に貴重な宋銭の大観通宝が混ざっていたら全て奉納すると誓った。市で馬は一貫文と高く売れ、しかも代金はすべて大観銭であった。これを納めると手元には何も残らなくなるが、九郎は誓い通りにすべてを奉納した。九郎が帰宅すると家は黄金で満ちあふれており、感激した夫妻は九郎の故郷の熊野十二所権現を祀る神社を建立し、これが新宿中央公園脇にある十二社熊野神社（熊野神社）の創建と伝わる。
神田川を挟んだ豊島郡角筈村までの一帯の土地を購入して開拓して財を成し、人々から中野長者と呼ばれるようになった。
九郎には小笹という一人娘がいたが、18歳で死去した。供養のため持仏堂を建立し、寺号を正観寺とし同じ境内には熊野神社も祀っていた。その後永享12年（1440年）頃に65歳で死去した。
正観寺は江戸初期の寛永5年（1628年）に神社と分離され、中野区本町に移転して寺号を成願寺に改めた。屋敷に葬られていた九郎の墓も江戸中期の享保年間に成願寺に改葬されており、同寺に墓所がある。
1972年（昭和47年）の成願寺の開山像の解体修理で内部から骨が見つかり、鈴木尚の鑑定や調査により九郎、娘の小笹とその愛犬の骨と推定され、遺骨は開山像と墓所、寺院内に分骨された。